# Ladislav Žemla
Ladislav Žemla, né le 6 novembre 1887 à Kladruby et mort le 18 juin 1955 à Prague, est un joueur de tennis tchécoslovaque.

## Biographie
Ladislav Žemla s'est distingué en participant à cinq olympiades de 1906 à 1924, record qui n'a été battu qu'en 2012 par Leander Paes. Il a gagné une médaille de bronze en double messieurs aux Jeux d'Athènes de 1906 avec son frère Zdeněk, ainsi qu'une médaille de bronze en double mixte aux Jeux olympiques d'Anvers en 1920 avec sa future épouse Milada Skrbková. Lors des Jeux de Londres de 1908, il échoue au deuxième tour contre le Canadien Bobby Powell. Dans les épreuves disputées sur terre battue des  Jeux de Stockholm, il termine à la 4e place aussi bien en simple (battu par Oskar Kreuzer) qu'en double avec Jaroslav Just après une défaite contre la paire française composée d'Albert Canet et d'Édouard Mény. Aux Jeux de Paris en 1924, il est huitième de finaliste en double avec Jan Koželuh.
Licencié au I.ČLTK Praha, il a fait partie de l'équipe tchécoslovaque de Coupe Davis entre 1921 et 1927 et atteint la finale de la zone Europe en 1924, rencontre perdue contre la France d'Henri Cochet et René Lacoste. Entre 1923 et 1926, il tient le rôle de capitaine.
Il a participé aux Championnats du Monde sur terre battue à Bruxelles en 1922, Saint-Cloud en 1923 et au tournoi de Wimbledon en 1926 où il perd au 3e tour.
Ingénieur de profession, il a joué au début de sa carrière sous le pseudonyme de Rázný en raison des règles strictes des écoles tchécoslovaques qui ne permettaient pas aux étudiants de pratiquer un sport professionnel.